# Poverty-of-the-Stimulus-Argument
Das Poverty-of-the-Stimulus-Argument (POSA) (dt. in etwa „Argument von der Armut der Reize“) besagt, dass vieles von dem, was im menschlichen Geist ist, zu komplex und zu vielfältig sei, als dass es (im Lauf des Lebens) von außen hinein gekommen sein kann. Das Argument wird von Nativisten häufig zur Stützung ihrer Position verwendet.

## Nativismus
Historisch betrachtet ist der Nativismus die Lehre von den angeborenen Ideen: Unsere Ideen sind in unseren Geistern von der Geburt an. Moderne Nativisten sehen den Sitz der „angeborenen Ideen“ in der genetischen Ausstattung. Was aber ist genau angeboren? Die Ideen sind nicht im wörtlichen Sinne im Geist des Neugeborenen. Das Erscheinen der Ideen im Geist ist von bestimmten Ereignissen oder Prozessen abhängig. Leibniz verglich den Geist mit einem Marmorblock. In derselben Weise, wie der Meißel die Figur im Marmor zum Vorschein bringt, bringen die Ereignisse die Ideen zum Vorschein. Was in unserem Geist ist, ist nie darin hineingelangt, es war von Anfang an darin.
Nativisten rechtfertigen ihre Haltung in der Regel nicht durch den positiven Beleg, dass eine Idee angeboren ist. Ein solcher positiver Beleg ist tatsächlich auch nur schwer zu erbringen. Die Rechtfertigung des Nativismus ist die Leugnung des Empirismus. Eine besondere Bedeutung kommt hier dem Poverty of Stimulus Argument (POSA) zu. Obschon der Grundgedanke des POSA bis in die Antike zurückreicht, geht der Begriff auf den Sprachwissenschaftler Noam Chomsky zurück.

## ChomskysPOSAim Besonderen
Noam Chomsky ist einer der prominentesten Nativisten der Gegenwart. Für den Bereich der Sprache lautet sein POSA, dass die Struktur der Sprache im Wesentlichen nicht durch von außen kommende Daten von einem unvorbereiteten Organismus gelernt werden kann. (“[The] narrowly limited extent of the available data … leaves little hope that much of the structure of language can be learned by an organism initially uninformed as to its general character”:58).
Die grundsätzliche Struktur des Arguments ist folgende:
1. In jeder natürlichen Sprache gibt es Muster, die nicht allein durch positive Belege gelernt werden können. Positive Belege sind die Äußerungen, die das Kind im Lauf der Sprachentwicklung hört. Negative Belege dagegen sind Informationen darüber, welche Äußerungen nicht wohlgeformt sind. Ein negativer Beleg liegt z. B. dann vor, wenn ein Kind eine nicht wohlgeformte Äußerung macht und daraufhin von seinen Eltern korrigiert wird.
2. Kinder werden praktisch nur mit positiven Belegen konfrontiert.
3. Kinder lernen die Grammatik ihrer Muttersprache.

- Daher müssen Menschen über einen angeborenen und sprachspezifischen Mechanismus verfügen, der Wissen über Grammatik enthält.

Empiristen (wie z. B. B.F. Skinner) argumentieren hingegen, dass es Mechanismen des Lernens gebe, die ausreichen, um jede komplexe Aufgabe zu bewältigen. Nativisten wiederum entgegnen, dass der Input im Lauf des Lebens zu gering sei. Die allgemeinen Lernmechanismen reichten nicht aus, um das zu erzeugen, was wir an Wissen in unseren Köpfen haben. Chomsky folgert daraus, dass es spezielle, sprachspezifische Mechanismen geben muss, um den Erwerb von Sprache zu erklären.

## Grundlage: die Universalgrammatik
Chomskys Ausgangspunkt ist der „erstaunliche Umstand“, dass im Alter von etwa acht Jahren fast jedes Kind die Sprache seiner Sprachgemeinschaft fließend spricht. Dies gelingt Kindern anscheinend ohne formellen Unterricht und nachdem sie zuvor nur mit einer recht kleinen Stichprobe von Sätzen konfrontiert waren. In den frühen Fassungen seiner Theorie betrachtet Chomsky Kinder als de facto Sprachwissenschaftler, die aufgrund des Inputs Hypothesen über die Syntax einer Sprache aufstellen. Um nicht endlos „im Dunkeln zu tappen“, hilft dem Kind eine angeborene Universalgrammatik beim Aufstellen der Hypothesen. Die Universalgrammatik wurde von Chomsky:29 tatsächlich als ein System von Prinzipien, Bedingungen und Regeln aufgefasst, die in allen menschlichen Sprachen enthalten sind und die gewissermaßen die Essenz der Sprache ausmachen.
Chomsky gab diesen Ansatz später zugunsten des Prinzipien- und Parameter-Ansatzes auf. Dass die Universalgrammatik Regeln enthält, wird nun von ihm verneint.:388 Die Universalgrammatik ist vielmehr mit einer Art Kasten mit Schaltern zu vergleichen. Der sprachliche Input, den ein Kind hört, bewirkt, dass bestimmte Schalter in die eine oder andere Richtung gelegt werden. Ein „Schalter“ ist beispielsweise die Entscheidung, ob man in einer Sprache ein pronominales Subjekt weglassen kann oder nicht (pro-drop parameter). Im Italienischen etwa kann man das Subjekt weglassen (Sono Italiano), im Englischen und Deutschen kann man das nicht („Ich bin Deutscher“). Das Wissen, dass es Null-Subjekt- und Nicht-Null-Subjekt-Sprachen gibt, ist angeboren, und die Entscheidung fällt mit dem ersten sprachlichen Input; der Schalter wird in die eine oder andere Richtung umgelegt. Mit nur wenig Input kommt das Kind in der Sprachentwicklung einen großen Schritt voran, da es einen spezifischen, angeborenen Mechanismus gibt, der das Lernen beschleunigt.

## Drei Varianten des POSA
Zur Stützung dieser beiden Aspekte der Universalgrammatik (angeboren und sprachspezifisch) zieht Chomsky das Poverty of Stimulus Argument (POSA) heran. Nach Cowie wird das POSA von Chomsky in drei Varianten verwendet.

### DasA-posteriori-POSA
Diese Variante des POSA ist im Grunde empirisch: Da Sprache nicht aufgrund des verfügbaren Inputs gelernt werden kann, müssen die Prinzipien der Universalgrammatik angeboren sein. In Erwiderung auf eine Kritik Hilary Putnams an der Universalgrammatik formuliert Chomsky diese Form des POSA. Putnam bezog sich auf Chomskys Feststellung, dass die Beherrschung der Muttersprache unabhängig vom Intelligenzquotienten des Sprechers ist. Putnam entgegnete, dass dies lediglich beweise, dass jeder normale Erwachsene lernen könne, was jeder normale Erwachsene lerne. Natürlich seien die „angeborenen“ menschlichen intellektuellen Fähigkeiten wichtig für das Sprachlernen. Alles in allem fehlt Putnam ein Beleg für eine spezifische und angeborene Fähigkeit, die Sprache zu erlernen.
Chomsky bezieht sich auf Putnams Feststellung, dass jemand, der allgemeine Lernmechanismen benutzt, immer die einfachstmögliche Hypothese benutzen wird. Chomsky bringt ein Beispiel, das demonstrieren soll, dass Kinder beim Sprachenlernen eben nicht immer die einfachstmögliche Hypothese benutzen. Angenommen ein Kind hört häufig Sätze wie diese:
- „Ali ist glücklich“"
- „Ist Ali glücklich?“

Das Kind müsste, bei Benutzung allgemeiner Lernmechanismen, zunächst folgende Hypothese aufstellen:
H1 (struktur-unabhängige Regel): „Wenn Du einen Aussagesatz in eine Frage umformen willst, nimm das erste Verb im Satz und stelle es an den Anfang“.
Bald aber wird das Kind Sätze wie diese hören:
- „Der Mann, der glücklich ist, singt“

Das Kind müsste unter Verwendung von H1 diesen Satz so umformen:
- „Ist der Mann, der glücklich, singt?“

Das Kind sollte nun mit negativem Feedback der Sprachgemeinschaft konfrontiert werden und daraufhin erst folgende Hypothese bilden:
H2 (struktur-abhängige Regel): „Wenn Du einen Aussagesatz in eine Frage umwandeln willst, nimm das erste Verb, dass der Subjekt-Phrase folgt und stelle es an den Anfang“.
Diese Regel führt zur folgenden, korrekten Frage:
- „Singt der Mann, der glücklich ist?“

Chomsky argumentiert folgendermaßen:
- Der sprachliche Input ist zu gering, als dass das Kind aufgrund dessen H1 verwerfen könnte.
- Kein Kind macht Fehler wie in „Ist der Mann, der glücklich, singt?“.

Er folgert daraus, dass kein Kind je der H1 folgt. Daher benötige es auch keinen Input, der H1 widerlegen könnte. Wenn das Kind Sprache mit Hilfe allgemeiner Lernmechanismen erwirbt, müsste es – gemäß Putnams Aussage, dass dann die einfachste Hypothese vorzuziehen sei – zunächst eine Präferenz für H1 zeigen. Da das nicht der Fall ist, muss es einen sprachspezifischen Lernmechanismus (die Universalgrammatik) geben, der eine Regel wie diese enthält: „Konstruiere eine struktur-abhängige Regel und ignoriere struktur-unabhängige Regeln“.
Chomskys Argument beruht darauf, dass er voraussetzt, dass H1 einfacher als H2 ist. H2 setzt eine syntaktische Analyse voraus. H1 beruht allein auf der Beobachtung, H2 bezieht sich auf Nicht-Beobachtbares. Damit widerspricht Chomsky allerdings seiner eigenen Aussage (in der Kritik am Strukturalismus), dass grammatikalische Hypothesen, die sich nur auf Beobachtbares beziehen, weniger einfach und weniger elegant seien als solche Hypothesen, die sich auf Nicht-Beobachtbares beziehen. Seiner eigenen Aussage zufolge müssten allgemeine Lernmechanismen also H2 bevorzugen.
Chomskys Einschätzung, dass strukturabhängige Regeln einfacher sind als strukturunabhängige, setzt voraus, dass syntaktische Eigenschaften nur durch viele Zwischenschritte mit den sprachlichen Erfahrungen des Sprachenlerners zusammenhängen. Syntaktische Kategorien wären somit nicht erlernbar.
Dieser Einschätzung widersprechen jedoch die empirischen Befunde. Saffran, Aslin und Newport konnten z. B. zeigen, dass acht Monate alte Kinder schon nach zwei Minuten in der Lage sind, in einer Kunstsprache zwischen Wörtern und Nicht-Wörtern zu unterscheiden und dass sie dabei anscheinend statistische Regelmäßigkeiten im Material benutzen. Die einzig logische Folgerung aus dieser (und zahlreichen anderen) Experimenten ist, dass Kinder syntaktische Kategorien lernen können, indem sie nur auf allgemeine Lernmechanismen zurückgreifen.
Auch Chomskys Aussage, dass der Input zu gering wäre, als dass Kinder in vertretbarer Zeit H1 verwerfen könnten, muss bezweifelt werden. So fanden Pullum und Kollegen in einer Analyse der Textbasis des Wall Street Journals unter den ersten 500 Fragen zahlreiche, die eine struktur-unabhängige Regel widerlegen würden. Ähnliches gilt für eine Analyse von Oscar Wildes The Importance of Being Earnest. Nun sind das Wall Street Journal und Oscar Wilde nicht der übliche sprachliche Input für ein Kind. Jedoch dürften Pullums Ergebnisse auf das, was Kinder in den ersten Lebensjahren hören, durchaus übertragbar sein.

### Das POSA als logisches Problem
Diese Variante des Arguments stützt sich weniger auf empirisch prüfbare Behauptungen als vielmehr darauf, dass die Daten im Prinzip (a priori) nicht ausreichen können, um den Erwerb grammatikalischer Regeln zu ermöglichen. Der Sprachenlerner höre nie ungrammatische Sätze als „Gegenbeispiele“ (negative evidence, negative Belege). Kein kompetenter Sprecher vermittelt einem Kind eine Liste mit falschen Sätzen und dem Zusatz, dass diese zu vermeiden seien. Also bleibe dem Kind nur, selbst ungrammatische Sätze zu formulieren und diese von den Eltern korrigieren zu lassen. Das aber geschehe so gut wie nie, Eltern übergingen in der Regel die ungrammatischen Äußerungen ihrer Kinder. Zudem gibt es eine unendliche Anzahl an wohlgeformten Sätzen, die der Sprachenlerner nie höre. Daher könne der Lerner aus dem Nicht-Auftauchen eines Satzes im Input nicht schließen, dass dieser regelwidrig sei. Folglich muss sprachspezifisches Wissen angeboren sein.
Die Logik dieser Form des POSA ist jedoch angreifbar.:215 Wenn das Fehlen von negativen Belegen im Input genügt, um einen angeborenen und spezifischen Mechanismus zu postulieren, könnte man dies auch in vielen anderen Bereichen aufzeigen. Man stelle sich eine Person vor, die lernt, was ein Gulasch ist. Fast jeder Mensch erlangt im Lauf des Lebens eine „kulinarische Kompetenz“, die es ihm ermöglicht, zwischen verschiedensten Formen von Speisen sowie Speisen von Nicht-Essbarem zu unterscheiden. Niemand aber informiert die Person darüber, dass Tacos, Pizzen, Steaks und natürlich auch Steine, Hunde und Wolken kein Gulasch sind. Die Person wird immer nur mit positiven Belegen für Gulasch konfrontiert. Trotz des Fehlens an Gegenbeispielen kommen alle Menschen zu der Ansicht, dass ein Gulasch ein Gulasch ist und nichts anderes. Niemand aber würde dahinter einen angeborenen und speisenspezifischen Mechanismus vermuten.
Auch stimmt die Behauptung nicht, es gäbe keine negativen Belege. Zum Beispiel ist der Umstand, dass wir Hamburger „Hamburger“ nennen und nicht „Gulasch“, sicherlich eine Form von Beleg, die die Idee des Sprechers von „Gulasch“ festigt.
Vor allem aber sollte man zwischen „Daten“ und „Belegen“ unterscheiden. Daten sind Fakten, wie sie sich der Erfahrung präsentieren. Belege sind Daten, die für die Bestätigung oder Widerlegung einer Theorie herangezogen werden. Daten können sowohl negative als auch positive Belege sein. Ein Kind benötigt also nicht unbedingt explizite Korrekturen, um die Falschheit einer grammatikalischen Hypothese erfahren zu können. Negative Evidenz kann sich also aus drei Quellen speisen:

#### Negative Daten als negative Belege
Nativisten beziehen sich fast ausschließlich auf eine Studie, wenn sie behaupten, Kinder erführen in der Sprachentwicklung so gut wie kein negatives Feedback. Brown und Hanlon hatten drei Mutter-Kind-Paare beobachtet. Die explizite Bestätigung oder Ablehnung der Mutter bezüglich der sprachlichen Äußerungen des Kindes korrelierte demnach nicht mit der Wohlgeformtheit dessen, was das Kind sagte. Dies schien zu bestätigen, dass negatives Feedback (und Feedback überhaupt) keinen Einfluss auf die Sprachentwicklung hat.
Spätere Forschungen widerlegten jedoch, was andere Autoren aus Brown und Hanlons Daten gefolgert hatten. Hirsh-Pasek, Treiman und Schneidermann zeigten etwa auf, dass Mütter zweijähriger Kinder die ungrammatischen Sätze ihrer Kinder wesentlich häufiger wiederholten (und dabei korrigierten) als deren korrekte Sätze. Hirsh-Pasek und Kollegen folgern daraus, dass die Umwelt des Kindes voller subtiler Hinweise auf die Korrektheit der Äußerungen des Kindes ist. Weitere Forschungen zeigten deutlich, dass das Feedback, das Kinder auf richtige Sätze erhalten, verschieden von dem ist, das Kinder auf unrichtige Sätze erhalten. Moerk konnte zudem in einer Reanalyse der Originaldaten von Brown und Hanlon zeigen, dass selbst Browns eigene Aufzeichnungen eine Fülle an korrektivem Feedback enthielten.
Es ist demnach schlicht falsch, dass Eltern die ungrammatischen Äußerungen ihrer Kinder nicht korrigieren. Dass Eltern einige der ungrammatischen Äußerungen des Kindes nicht korrigieren, ist nach Demetras und anderen nur dann ein Problem, wenn man annimmt, das Kind müsse auf einmal das ganze System der Grammatik beherrschen. Kinder müssen auch nicht, wie Marcus unterstellt, denselben Satz immer wieder wiederholen, um genügend Feedback zu bekommen, damit sie eine Regel prüfen können. Es genügt völlig, dass sie Sätze äußern, die nach einer bestimmten Regel geformt sind, und dazu Feedback bekommen.

#### Positive Daten als negative Belege
Eine Hypothese kann auch widerlegt werden, wenn man positive Daten erfährt. Zum Beispiel wird ein englischsprachiges Kind, das Sätze wie
- „The boy wants a curry“ und
- „Dad wants a beer“

hört, die Regel (1) bestätigt finden, dass an den Verbstamm immer ein –s angehängt werden muss. Im Sinne eines (von Steven Pinker angenommenen) Sammelns von Einschränkungen könnte man sich nun vorstellen, dass das Kind eine willkürliche Einschränkung (2) dieser Regel erfindet, z. B. dass diese nur gilt, wenn das Subjekt belebt ist. Diese Hypothese über eine Einschränkung der Regel wäre aber widerlegt, sobald das Kind einen Satz wie
- „The curry tastes good“

hört. Mit Hilfe dieser für die Regel (1) positiven Daten kann das Kind letztlich seine übergeneralisierte Regel (2) korrigieren.

#### Das Fehlen von Daten als negativer Beleg
Der Sprachenlerner ist als aktiver Hypothesentester aufzufassen. Wenn er feststellt, dass in seiner sprachlichen Umwelt nie ein Satz geäußert wird, der einer Hypothese gemäß möglich sein müsste, wird er die Hypothese verwerfen. Der Umstand, dass unendlich viele Sätze nicht geäußert werden, spielt hier keine Rolle. Das Nicht-Auftauchen eines bestimmten Satzes, der in einer bestimmten Situation zu erwarten wäre, ist das entscheidende Kriterium für die Verwerfung der Hypothese, nicht das Nicht-Auftauchen irgendwelcher Sätze irgendwann. Cowie:223 gibt ein Beispiel:
Viele Kinder im Vorschulalter vermuten anscheinend, dass alle intransitiven Verben als Kausative verwendet werden können. Ein Kind hört z. B. Sätze wie „I melted it“ (Ich schmolz es) und bildet analog dazu den nicht-wohlgeformten Satz „I giggled her“ (Ich kicherte sie), wenn es ausdrücken möchte, dass es jemanden durch Kitzeln zum Kichern gebracht hat. Angenommen, das Kind sieht, dass sein Vater die Kaffeetasse umstößt, so dass diese vom Tisch fällt. Das Kind könnte nun aufgrund der Hypothese erwarten, dass der Vater sagt: „I falled the cup off the table“ (Ich fällte die Tasse vom Tisch). Dies ist aber nicht der Fall, der Vater sagt bspw. „I caused the cup to fall from the table“. Das Nicht-Vorkommen von „I falled the cup off the table“ in dieser Situation ist somit ein negativer Beleg für die Hypothese des Kindes, dass alle intransitiven Verben als Kausative verwendet werden können.

### Das „wiederholte“ POSA
Dieser Variante des Arguments zufolge ist es nicht möglich, aus dem sprachlichen Input die Regeln der Universalgrammatik zu bilden oder gar zu testen. Diese Regeln sind also so abstrakt, dass ein vorsprachliches Kind dazu keine Informationen in den ihm zur Verfügung stehenden Daten vorfindet. Die Universalgrammatik muss also angeboren sein.
Ein schon erwähntes Beispiel für einen Bestandteil der Universalgrammatik ist der pro-drop parameter (siehe oben). Das Wissen darüber, dass es Sprachen gibt, bei denen man das Subjekt weglassen kann, und Sprachen, bei denen das nicht möglich ist, kann das Kind nicht aus dem sprachlichen Input entnehmen.
Diese Variante des POSA fußt darauf, dass die Gültigkeit der Universalgrammatik als bewiesen vorausgesetzt wird. Am Beispiel des pro-drop parameters lässt sich jedoch zeigen, dass die Existenz der von Chomsky postulierten Schalter mehr als zweifelhaft ist. So beginnen fast alle Kinder ihre Sprachentwicklung so, als wäre ihre Sprache eine Null-Subjekt-Sprache („Will Keks!“). Wenn sie, wie Chomsky und andere Nativisten behaupten, nie negatives Feedback dafür bekommen, wie schaffen sie es dann, den pro-drop parameter wieder richtig zu setzen? Zudem enthält der sprachliche Input auch in Nicht-Null-Subjekt-Sprachen viele Äußerungen, bei denen das Subjekt fehlt („Muss gehen“, „Glaub kein Wort“ oder Couldn’t give a damn usw.).
Wenn also die Existenz der Universalgrammatik zweifelhaft ist, muss auch nicht belegt werden, wie sie vom Kind erworben werden kann.

## Aufgeklärter Empirismus als Alternative zum Nativismus
Cowie:196 fasst die empirischen Ergebnisse so zusammen, dass der Stimulus in der Tat nicht so „arm“ sei, wie uns Chomsky glauben machen möchte. Cowie setzt dem Nativismus den aufgeklärten Empirismus entgegen. Der aufgeklärte Empirismus geht davon aus, dass es durchaus etwas wie Prinzipien und Strukturen, die die Wahl des Sprachenlerners einschränken, gibt. Diese Prinzipien und Strukturen sind jedoch das Resultat früherer Lernerfahrung. Nativisten neigen dazu, die Schwierigkeiten, die ein Sprachenlerner hat, zu überschätzen und die Ressourcen, auf die er zurückgreifen kann, zu unterschätzen. Das Kind steht nicht, wie der Nativismus dem Empirismus unterstellt, als tabula rasa vor jedem neuen Schritt in der Sprachentwicklung. Es nutzt auf effiziente Weise sein Vorwissen, um aus dem Input sinnvolle Regeln zu extrahieren. Statt sich der Position des aufgeklärten Empirismus anzunähern, ist, so Cowie:197, die Strategie der Nativisten jedoch eine andere. Sobald empirisch gezeigt wurde, dass eine bestimmte grammatische Regel durchaus mit Hilfe allgemeiner Lernmechanismen gelernt werden kann, wird einfach behauptet, eine andere Regel oder ein anderes Prinzip sei „nicht-erlernbar“. So aber dürfte die Debatte um das POSA noch lange anhalten.